# Athletissima 2024
L'Athletissima 2024 è stata la 49ª edizione dell'annuale meeting di atletica leggera, dodicesima tappa del circuito Diamond League 2024. Le competizioni hanno avuto luogo presso lo Stade Olympique de la Pontaise di Losanna, il 22 agosto 2024.

## Risultati
Di seguito i primi tre classificati di ogni specialità.

### Uomini
| Specialità             | 1º classificato      | Prestazione | 2º classificato  | Prestazione | 3º classificato                                  | Prestazione |
| 200 m                  | Letsile Tebogo       | 19"64       | Erriyon Knighton | 19"78       | Fred Kerley                                      | 19"86       |
| 400 m                  | Matthew Hudson-Smith | 43"96       | Muzala Samukonga | 44"06       | Busang Kebinatshipi                              | 44"22       |
| 800 m                  | Emmanuel Wanyonyi    | 1'41"11     | Marco Arop       | 1'41"72     | Gabriel Tual                                     | 1'42"30     |
| 1500 m                 | Jakob Ingebrigtsen   | 3'27"83     | Cole Hocker      | 3'29"85     | Hobbs Kessler                                    | 3'30"47     |
| 110 m hs               | Rasheed Broadbell    | 13"10       | Grant Holloway   | 13"14       | Hansle Parchment                                 | 13"23       |
| Salto in lungo         | Miltiadis Tentoglou  | 8,06 m      | Wayne Pinnock    | 8,01 m      | Simon Ehammer                                    | 7,99 m      |
| Salto con l'asta       | Armand Duplantis     | 6,15 m      | Sam Kendricks    | 5,92 m      | Kurtis Marschall Ernest Obiena Sondre Guttormsen | 5,82 m      |
| Lancio del giavellotto | Anderson Peters      | 90,61 m     | Neeraj Chopra    | 89,49 m     | Julian Weber                                     | 87,08 m     |

     Prestazione che stabilisce il nuovo record del meeting.

### Donne
| Specialità        | 1º classificato                                                       | Prestazione | 2º classificato                                                   | Prestazione  | 3º classificato                                                           | Prestazione  |
| 100 m             | Dina Asher-Smith                                                      | 10"88       | Tamari Davis                                                      | 10"97        | Mujinga Kambundji                                                         | 11"06        |
| 200 m             | Boglárka Takács                                                       | 22"76       | Jessica-Bianca Wessolly                                           | 22"83        | Tasa Jiya                                                                 | 22"93        |
| 800 m             | Mary Moraa                                                            | 1'57"91     | Georgia Bell                                                      | 1'58"53      | Jemma Reekie                                                              | 1'58"73      |
| 3000 m            | Diribe Welteji                                                        | 8'21"50     | Janeth Chepngetich                                                | 8'23"48      | Tsigie Gebreselama                                                        | 8'24"40      |
| 100 m hs          | Jasmine Camacho-Quinn                                                 | 12"35 =     | Grace Stark                                                       | 12"38 (.371) | Ackera Nugent                                                             | 12"38 (.373) |
| 400 m hs          | Femke Bol                                                             | 52"25       | Rushell Clayton                                                   | 53"32        | Janieve Russell                                                           | 54"48        |
| Staffetta 4x100 m | Gran Bretagna Dina Asher-Smith Desirèe Henry Bianca Williams Amy Hunt | 42"03       | Svizzera Salomé Kora Sarah Atcho Léonie Pointet Mujinga Kambundji | 42"16        | Paesi Bassi Nadine Visser Marije van Hunenstijn Minke Bisschops Tasa Jiya | 42"83        |
| Salto in alto     | Jaroslava Mahučich                                                    | 1,99 m      | Eleanor Patterson                                                 | 1,96 m       | Nicola Olyslagers                                                         | 1,92 m       |
| Getto del peso    | Chase Jackson                                                         | 65,50 m     | Yemisi Ogunleye                                                   | 19,55 m      | Sarah Mitton                                                              | 19,52 m      |

     Prestazione che stabilisce il nuovo record del meeting.